# Кампо ди Сото (Белуно)
Кампо ди Сото (итал. Campo di Sotto) је насеље у Италији у округу Белуно, региону Венето.
Према процени из 2011. у насељу је живело 40 становника. Насеље се налази на надморској висини од 1128 м.